# アリス・リチャードソン
アリス・リチャードソン（Alice Richardson、1986年5月14日 - ）は、イングランドの女子ラグビー選手。

## プロフィール
- イングランド・バーミンガム出身[1]。
- ポジションはスタンドオフ(SO)、センター(CTB)。
- 身長 172cm、体重 71kg
- 7人制イングランド代表に選ばれたことがある[2]。
- ワールドカップ2010のイングランド代表に選ばれた[3]。

## 略歴
2016年、リオ五輪の7人制イギリス代表に選ばれた。